# إسموند إدواردز
إسموند إدواردز (بالإنجليزية: Esmond Edwards)‏ هو ملحن ومهندس ومنتج أسطوانات ومهندس الصوت ومصور أمريكي، ولد في 29 أكتوبر 1927، وتوفي في 20 يناير 2007 في سانتا باربارا في الولايات المتحدة بسبب سرطان.

## وصلات خارجية
- إسموند إدواردز على موقع ميوزك برينز (الإنجليزية)
- إسموند إدواردز على موقع أول ميوزيك (الإنجليزية)
- إسموند إدواردز على موقع ديسكوغز (الإنجليزية)